# Долење Камење
Долење Камење (словен. Dolenje Kamenje) је насељено место у општини Ново Место, регија Југоисточна Словенија, Словенија.

## Историја
До територијалне реорганизације у Словенији било је у саставу старе општине Ново Место.

## Становништво
У попису становништва из 2011. Долење Камење је имало 81 становника.
| Број становника према пописима | Број становника према пописима | Број становника према пописима |
| ------------------------------ | ------------------------------ | ------------------------------ |
| 1991                           | 2002                           | 2011                           |
| 79                             | 83                             | 81                             |

Напомена: Године 2010. извршена је мала размена територија између насеља Долење Камење, Пречна, Севно, Чешча вас и Чрмошњице при Стопичах.